# Saint-Jean-de-la-Motte
Saint-Jean-de-la-Motte är en kommun i departementet Sarthe i regionen Pays de la Loire i nordvästra Frankrike. Kommunen ligger i kantonen Pontvallain som tillhör arrondissementet La Flèche. År 2022 hade Saint-Jean-de-la-Motte 955 invånare.

## Befolkningsutveckling
Antalet invånare i kommunen Saint-Jean-de-la-Motte
| Referens: INSEE |